# Алимов, Александр Сергеевич (архитектор)
Александр Сергеевич Алимов (5 октября 1903, Московская область — 20 мая 1990) — советский архитектор. Заслуженный архитектор РСФСР (1985).

## Биография

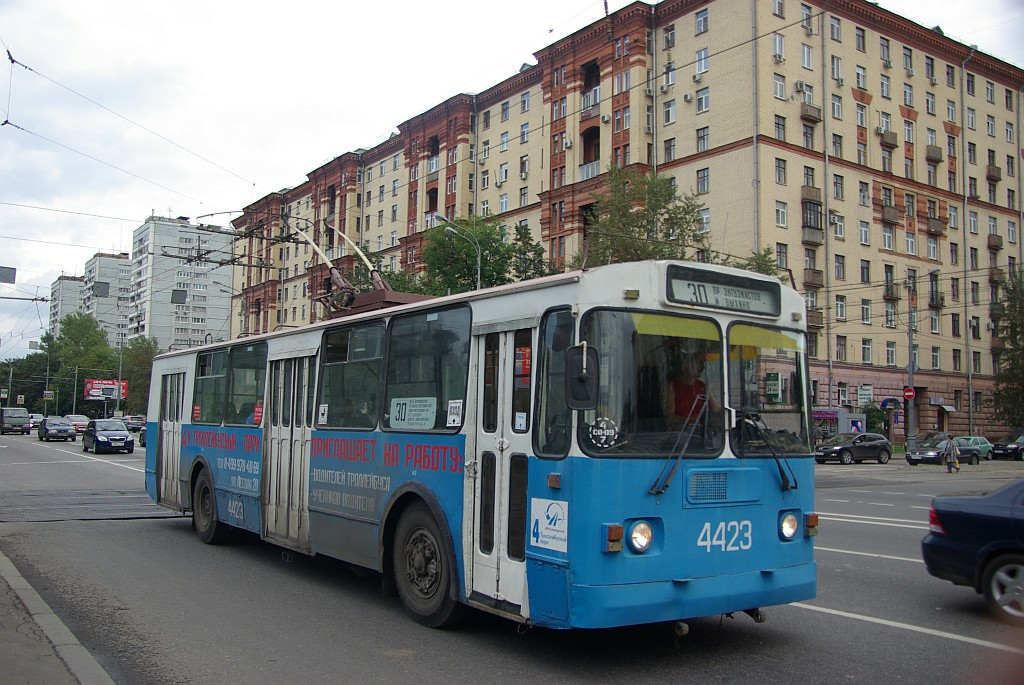
Дом 76/1 по шоссе Энтузиастов

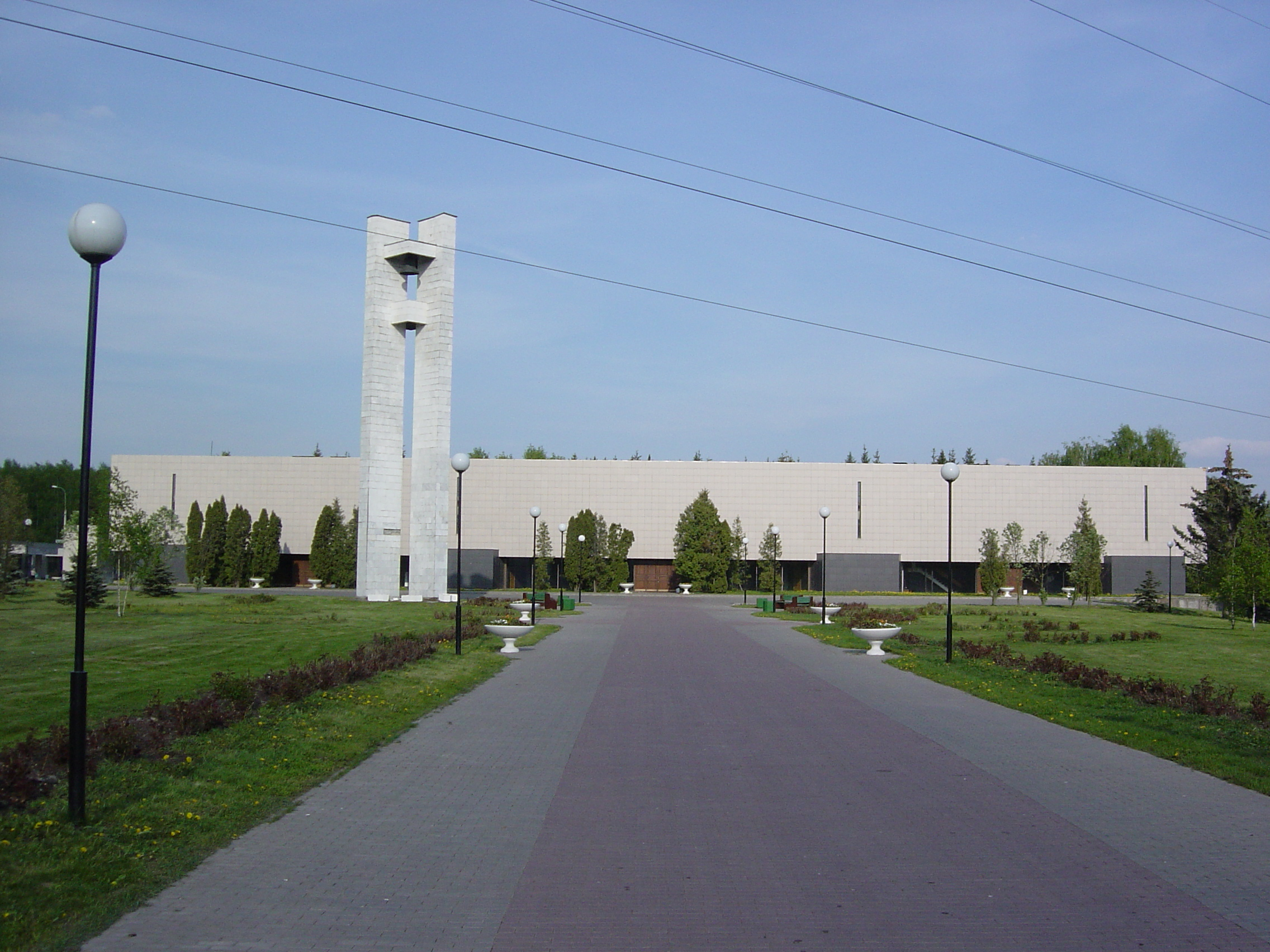
2-й Московский крематорий

Александр Сергеевич Алимов родился 5 октября 1903 года в селе Бортниково Московской области. Его отец Сергей Семёнович Алимов был художником-живописцем и обладал большой библиотекой русской классической литературы. В 1930 году А. С. Алимов окончил московский ВХУТЕИН.
Во время учёбы в институте начал работать вместе с И. А. Голосовым и В. А. Весниным. Занимался проектированием театров, домов советов, институтов, административных зданий, пансионатов. По его проектам в Москве были построены жилые дома на шоссе Энтузиастов, на Спиридоновке, выполнена застройка Владимирских улиц, застраивались подмосковные города Балашиха, Реутов, Люберцы и Лыткарино. Он автор проекта планировки сквера на площади Ленина в Подольске (совместно с Г. Г. Оранской).
А. С. Алимов неоднократно принимал участие в архитектурных конкурсах. Из его конкурсных проектов были отмечены премиями «Дом книги» в Орликовом переулке, «Дом торфа» на Садово-Триумфальной улице, гостиница в Кисловодске, Военная академия имени Фрунзе и другие. В 1932 году вместе с И. А. Голосовым, В. А. Мыслиным и М. И. Рогайловым выполнил конкурсный проект Дворца Советов.
Руководил рядом архитектурных мастерских. В 1970-х годах занимал должность руководителя мастерской № 5 института «Моспроект-3». Под его руководством коллектив мастерской занимался проектированием и строительством Всесоюзного НИИ гидротехники и мелиорации, Московского гидромелиоративного института на Большой Академической улице, Всесоюзного НИИ кабельной промышленности на шоссе Энтузиастов, 2-го Московского крематория около Николо-Архангельского, жилого квартала в Ликино, пансионатов «Десна», «Дубна» и других сооружений.
Член Союза архитекторов СССР с 1935 года. Член правления Московского отделения Союза архитекторов. Председатель комиссии Архфонда. Избирался депутатом Балашихинского горсовета.
В начале 1930-х годов жил в Москве по адресу: Новослободская улица, 52. Со второй половины 1930-х годов жил в жилом доме кооператива «Научные работники» (Зубовский бульвар, 16/20). Умер 20 мая 1990 года.

## Семья
- Жена — Наталья Яковлевна Гембицкая (1904—1976) — художник-график, иллюстратор детских книг[2]
  - Сын — Борис Александрович Алимов (1932—2006) — художник-график, иллюстратор, председатель правления секции «Книжная графика» Московского союза художников (МСХ), член-корреспондент Российской академии художеств[9]
  - Сын — Сергей Александрович Алимов (1938—2019) — художник мультипликационного кино, график[2]